# The Other Boleyn Girl
The Other Boleyn Girl är en brittisk BBC-producerad TV-film från 2003 i regi av Philippa Lowthorpe. Filmen är baserad på  Philippa Gregorys roman Den andra systern Boleyn från 2001. I huvudrollerna ses Natascha McElhone, Jodhi May, Jared Harris och Steven Mackintosh.
Filmen handlar om hovdamen Mary Boleyn och hennes syster Anne Boleyn och deras konkurrens om kung Henrik VIII av Englands tillgivenhet. 

## Rollista i urval
- Natascha McElhone - Mary Boleyn
- Jodhi May - Anne Boleyn
- Jared Harris - Henrik VIII
- Steven Mackintosh - George Boleyn
- Philip Glenister - William Stafford
- Jack Shepherd - Thomas Boleyn
- Ron Cook - Thomas Cromwell, 1:e earl av Essex
- Anthony Howell - William Carey
- Jane Gurnett - Elizabeth Boleyn
- Oliver Chris - Henry Percy
- Yolanda Vazquez - Katarina av Aragonien
- Geoffrey Streatfeild - Francis Weston